# Yacarerani
Yacarerani boliviensis
Genre
Espèce
Yacarerani est un genre éteint de crocodyliformes, un clade qui comprend les crocodiliens modernes et leurs plus proches parents fossiles. Il est rattaché au sous-ordre des Notosuchia (ou notosuchiens en français),.
Une seule espèce est rattachée au genre : Yacarerani boliviensis, décrite par le paléontologue argentin Fernando Novas et ses collègues en 2009.

## Étymologie

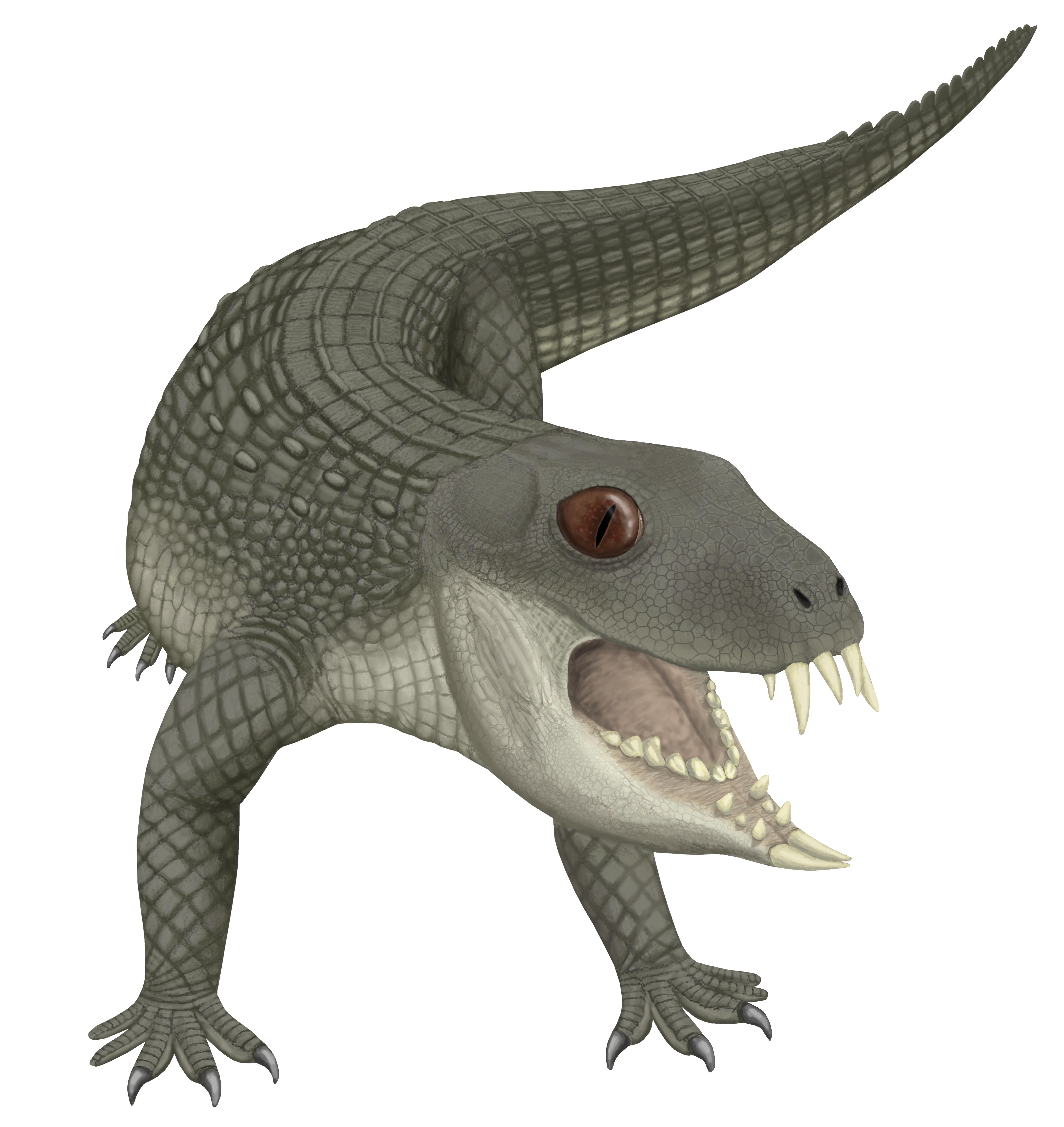
Vue d'artiste de Yacarerani boliviensis.

Son nom de genre Yacarerani signifie en Guarani (langue) « le premier jacara ou caiman yacare », un crocodile actuel, le plus commun en Amérique du sud. Le nom d'espèce boliviensis rappelle que ses fossiles ont été découverts en Bolivie.

## Découverte et datation
Ses restes fossiles ont été découverts à partir de 2002 dans le Crétacé supérieur de la région de Santa Cruz de la Sierra au centre de la Bolivie. Ils proviennent de la formation géologique de Cajones datée du Turonien au Santonien, soit il y a environ entre 93,9 et 83,6 millions d'années. 
Les restes de deux spécimens ont été retrouvés avec des œufs dans ce qui semble être un nid.

## Description

### Taille
Yacarerani est un Crocodyliformes terrestre de petite taille, de l'ordre de 0,80 mètre de longueur totale. Il vivait en petits groupes et creusait des terriers pour y déposer ses œufs.
Sa dentition, comme c'est souvent le cas chez les notosuchiens, est hétérodonte, montrant des morphologies de dents différentes selon les régions des mâchoires. Deux dents de l’extrémité de la mâchoire inférieure ressemblant à des incisives de lapin pointent vers l'avant. Les dents plus à l'arrière sont pointues et adaptés pour broyer ou hacher des aliments tels que des tubercules ou de petits arthropodes. Cette morphologie dentaire rappelle celle d'Adamantinasuchus, un notosuchien du Crétacé du Brésil.

## Paléobiologie
Des œufs attribués à Yacarerani ont été retrouvés sur le même site que les restes fossiles. Ses œufs au nombre de quatre sont regroupés dans ce qui parait être un nid. Comme trois autres genres de notosuchiens/ziphosuchiens du Crétacé sud-américain : Baurusuchus, Pissarrachampsa et Mariliasuchus, ces animaux semblent avoir pondu sur des aires de nidification, chaque nid ne contenant que 4 ou 5 œufs. C'est une différence notable avec d'autres groupes proches, comme les Dryosauridae, les Atoposauridae et le groupe des crocodiles modernes, qui pondent une grande quantité d’œufs. Ceci pourrait indiquer que ces notoscuchiens, qui ont une vie plus terrestre que les crocodiles actuels, étaient plus présents et prenaient plus de soin pour élever leur progéniture,.

## Classification
Yacarerani est un Notosuchia placé en groupe frère avec le genre Adamantinasuchus par les inventeurs du genre en 2009. Cette association est reprise en 2014 par Diego Pol et ses collègues qui le placent dans la famille des Sphagesauridae au sein des Ziphosuchia, un clade de Notosuchia.
Bronzati et ses collègues en 2012 l'incluent dans une polytomie avec les genres Pakasuchus et Adamantinasuchus.